# منتزه لوس كاتيوس الوطني

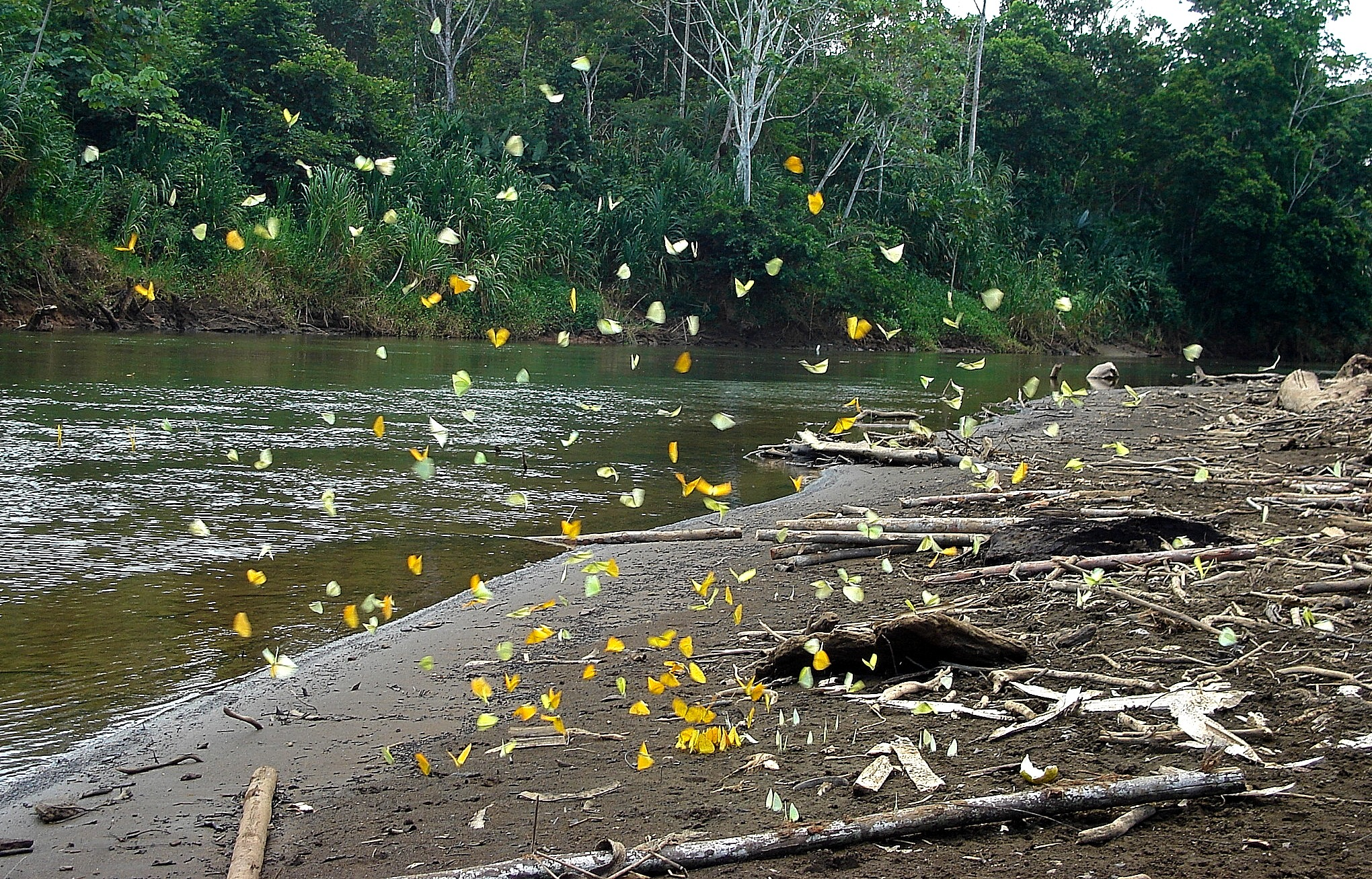
منتزه لوس كاتيوس

متنزه لوس كاتيوس الطبيعي الوطني (بالإسبانية: Parque Nacional Natural Los Katíos)‏ هو منطقة محمية تقع في شمال غرب كولومبيا وتغطي حوالي 720 كيلو متر مربع. أما ارتفاع المنطقة فيتراوح بين 50 و600 متر. هذا المتنزه هو جزء من منطقة داريان غاب وهي منطقة غابات كثيفة مشتركة بين بنما وكولومبيا، وهي مجاورة لمنتزه داريان الوطني في بنما. أُعلن المنتزه موقع تراث عالمي عام 1994 نظراً للتنوع الاستثنائي للأنواع النباتية والحيوانية فيه. إذ يحوي المنتزه ما يزيد عن 25% من أنواع الطيور الموجودة في كولومبيا في منطقة لا تزيد مساحتها عن 1% من إجمالي مساحة الأراضي الكولومبية
تتنوع تضاريس منتزه لوس كاتيوس الوطني، حيث تتضمن التلال المنخفضة والغابات والسهول الرطبة.
أكبر جزئين من المنتزه هما جبال سيرانيا ديل داريان التي تقع إلى الغرب، ونهر أتراتو الذي يعتبر النهر الأسرع تدفقاً في العالم حيث يصب 4900 متر مكعب من المياه في منطقة البحر الكاريبي في كل ثانية. كا توجد تلال منخفضة يصل ارتفاعها إلى 250 متر وأخرى أكثر علواً تمتد إلى 600 متر ارتفاعاً. تنتشر المستنقعات في حوالي نصف مساحة المنتزه. .

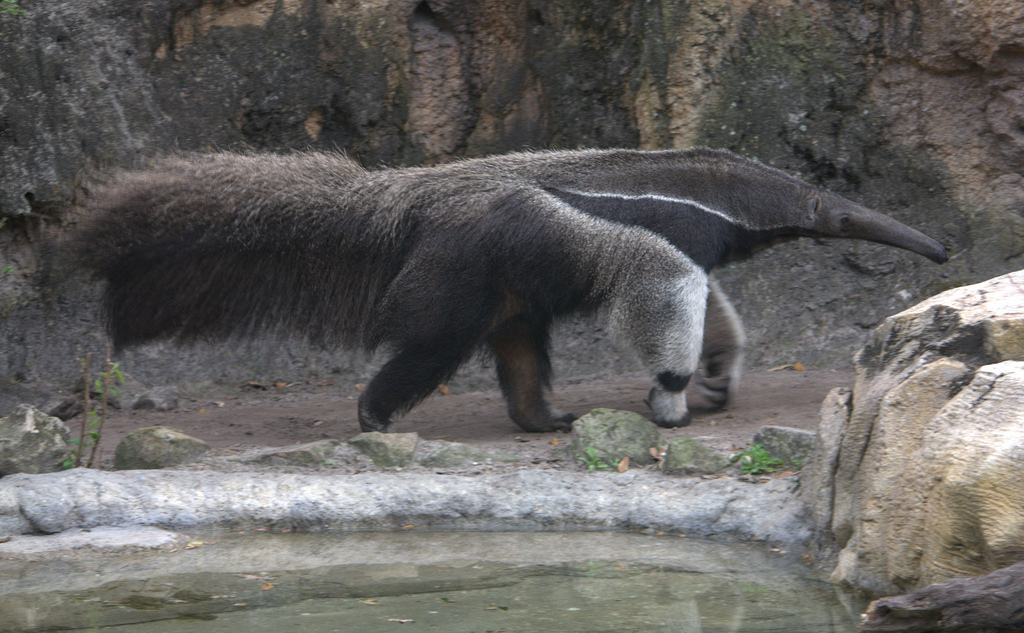
آكل النمل العملاق، أحد الأنواع المتواجدة في المنتزه.